# 제이슨 블레어 (배우)
제이슨 블레어(영어: Jayson Blair, 1983년 5월 17일~ )는 미국의 배우이다.

## 출연 작품

### 영화
- 2018년 파티 크래셔
- 2017년 언포겟터블
- 2016년 더 롱 사이드오브 라이트
- 2014년 위플래쉬 - 트래비스 역